# Bassnectar

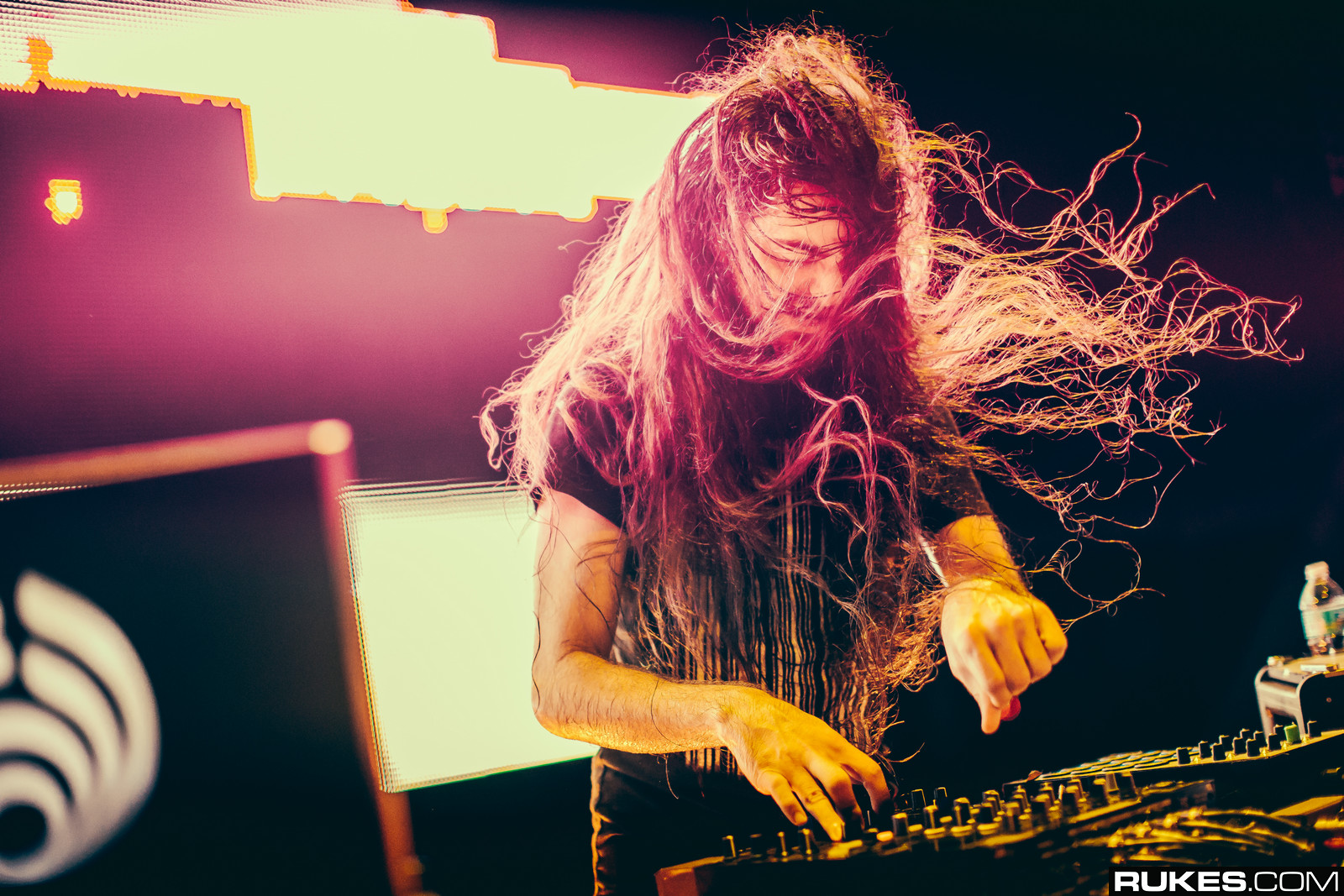
Bassnectar (2014)

Bassnectar (* 16. Februar 1978, bürgerlich Lorin Ashton) ist ein US-amerikanischer Musikproduzent und DJ, der auch als Liveact auftritt.

## Leben
Ashton wuchs in Kalifornien in der San Francisco Bay Area auf. Bereits mit 17 Jahren ging er zu seiner ersten Rave-Party, wo er eine Neigung zur elektronischen Musik entwickelte und kurz darauf selbst begann, Musik zu produzieren. Mitte der 1990er-Jahre war er eine kurze Zeit lang Bassist bei der Death-Metal-Band Exhumed. Nachdem er anfangs noch als „DJ Lorin“ auflegte, änderte er 2002 seinen Namen in „Bassnectar“. Sein Musikstil ist nicht rein elektronisch, sondern durch viele Musikrichtungen, wie beispielsweise Metal oder Punk geprägt. Er zeichnet sich durch sich verändernde Tempi und die Einbindung von verschiedenen Genres in seinen Live-Auftritten aus.
Bassnectar veranstaltet regelmäßig Veranstaltungen, sogenannte Bass Center. Dabei legt er für zwei bis drei Tage als Liveact auf. Auf Festivals ist er in letzter Zeit nur noch selten vertreten.

## Diskografie

### Alben
- 2003: Motions of Mutation
- 2004: Diverse Systems of Throb
- 2005: Mesmerizing The Ultra
- 2007: Underground Communication
- 2009: Cozza Frenzy
- 2011: Divergent Spectrum
- 2012: Vava Voom
- 2014: Noise vs. Beauty
- 2015: Into the Sun
- 2016: Unlimited
- 2020: All Colors

### EPs
- 2008: Heads Up
- 2009: Art of Revolution
- 2010: Timestretch
- 2010: Wildstyle
- 2012: Divergent Spectrum Remixes
- 2012: Freestyle
- 2013: Take You Down
- 2014: NVSB Remixes

### Singles
- 2002: Float
- 2004: Creation Lullaby
- 2005: Booty Line/California Sunrise
- 2005: Taurine Thruster
- 2005: Everybody
- 2006: Blue State Riddim
- 2007: Yo (feat. Kristina Maria)
- 2007: Bomb Tha Blocks (mit Persia)
- 2008: Viva Tibet (mit Freq Nasty)
- 2009: Land of the Lupes
- 2010: Here We Go
- 2010: Bass Head
- 2010: Magical World (feat. Nelly Furtado)
- 2010: Wildstyle Method
- 2011: Upside Down
- 2011: Above and Beyond (mit Seth Drake)
- 2012: Vava Voom (mit Lupe Fiasco)
- 2012: Ugly (mit Amplive)
- 2014: Now (feat. Rye Rye)
- 2014: You & Me (feat. W Darling)
- 2015: DJ Sona's Ultimate Skin Music (mit Renhölder)
- 2016: Speakerbox
- 2017: Watch Out (mit Dirtyphonics, feat. Ragga Twins)